# Phare de Tŵr Mawr
Le phare de Tŵr Mawr (cela veut dire grande tour en gallois) est un ancien phare situé sur l'île d'Ynys Llanddwyn qui marquait l'entrée du détroit de Menai, bras de mer séparant la grande île d'Anglesey du reste du Pays de Galles.

## Histoire
La tour blanche actuelle, de 1873, est effilée dans un style caractéristique des moulins à vent d'Anglesey. Elle est attachée à la maison du gardien. Elle mesure 10 m de haut pour un diamètre de 5,5 m. Elle peut avoir été construite par un maçon utilisant la pierre d'Anglesey, et il est possible que la tour elle-même a pu être utilisée à l'origine comme un moulin à vent.
Le toit conique est en ardoise et porte un mât à drapeau. La fenêtre actuelle de la lanterne est d'environ 1,98 m sur 0,61 m. L'optique, le réflecteur argenté et la lentille de Fresnel datent de 1861 et ont été utilisés jusque dans les années 1970. La lanterne était à l'origine allumée par six lampes d'Argand avec des réflecteurs.
Le poste de pilotage voisin est un musée d'histoire maritime locale. Le site de l'église en ruine de St Dwynwen fait partie d'une réserve naturelle nationale gérée par le Llanddwyn Island National Nature Reserve. L'île est accessible par des sentiers de randonnée. L'ancien phare, désactivé depuis 1975, se situe) au bout de la péninsule sud, proche du Phare de Tŵr Bach encore en activité. La tour ne se visite pas.

### Lien connexe
- Liste des phares du Pays de Galles